# フリードリヒ・ルドルフ・フォン・ローテンブルク
フリードリヒ・ルドルフ・フォン・ローテンブルク（Friedrich Rudolf Graf von Rothenburg,1710年3月5日 - 1751年12月29日）は、シュレージエン出身の貴族で、フランスを経てプロイセン王国に仕えた軍人、外交官。爵位は伯爵。最終階級は中将。

## 概歴
ローテンブルクはシュレージエンのオーデル川左岸、ローテンブルク・アン・デア・オーデルのネッツコウに生まれる。ローテンブルク家が代々の所領とするこの地域は当時オーストリア領だったシュレージエンの北西端、プロイセンとの国境に位置しており、またローテンブルク家は国境を越えてプロイセン領とオーストリア領の両方に領地を有していた。父アレクサンダー・ルドルフは国境のプロイセン側クロッセン郡の郡長（Landrat）を務め、フリードリヒ・ヴィルヘルム1世の募兵会計に献金することによって伯爵の地位を得た。
ローテンブルクは初めフランクフルト大学に入った後、ロートリンゲン公国のリュネヴィルにある貴族学校に送られてそこで学んだ。1727年学校を卒業したローテンブルクは叔父コンラート・アレクサンダーを頼ってフランス軍に仕官した。コンラート・アレクサンダーは当時フランス軍の大尉で、後には将軍となり、また外交官としても活躍した人物であった。
1年後には早くも大尉の階級を与えられたローテンブルクであったが、1730年叔父が外交官としてスペインに派遣されることになると自身もそれにつき従ってスペインに赴く。1732年ローテンブルクは義勇兵としてアフリカに渡り、スペイン軍の一員としてアルジェリア勢と戦い、オラン攻略に参加した。翌1733年フランスに戻るが、このときフランスに居続けるつもりだったローテンブルクは将来のことを考えてカトリックに改宗した。同年始まったポーランド継承戦争に従軍し、ベリック公爵ジェームズ・フィッツジェームズの幕僚として活動、フィリップスブルク包囲戦に参加する。この戦いでベリック公は戦死してしまったが、要塞は陥ち、ローテンブルクはこの間に中佐に昇進した。1735年パリに帰還してガブリエル・アンヌ・ド・パラベールと結婚、1739年大佐となった。
フリードリヒ大王が即位した1740年、ローテンブルクはプロイセンに呼び戻され、以後大王の行う戦役に従軍した。モルヴィッツの戦いでは竜騎兵6個中隊、フザール3個中隊より構成された前衛部隊を任され、優れた指揮を行って大王に評価される。会戦後、ローテンブルクは戦死したシューレンブルクの後を継いで第3竜騎兵連隊シェフに任じられ、さらに10月、31歳にして少将に昇進した。1742年コトゥジッツの戦いにおいてローテンブルクはブッデンブロークの右翼騎兵軍団に属し、竜騎兵旅団を率いて戦ったが、ここでローテンブルクは腕や胸を斬られて重傷を負った。その怪我は酷く、腕の傷は1年たっても治らないほどであった。大王はローテンブルクに黒鷲勲章を授与した。
オーストリアとの講和後、ローテンブルクは深い教養と最新のフランス知識により大王の友情を得て宮廷に伺候し、しばしば大王の食卓の客となった。1744年2月、まだ傷も完全には治りきらないころ、大王は早くもオーストリアとの再度の戦争を計画し、ローテンブルクは特使としてフランスに派遣され同盟再締結の交渉を行った。ローテンブルクの任務は極秘とされ、表向きは高度な治療を受けるためのフランス訪問と偽り、フランスの外務官僚を通さず宮廷の最上層部と直に交渉した。ローテンブルクはフランス時代に少なからず人脈を獲得しており、また外交センスも有していてこの仕事に適任であった。6月5日同盟条約は締結され、7月にローテンブルクはシュメッタウと交代して本国に戻り、戦線に加わる。
しかし1744年の戦役はプロイセン軍に不利に展開し、大王は全面退却に追い込まれた。ローテンブルクは味方部隊の守っているプラハの増援に回され、最終的にアインジーデルとともにプラハからシュレージエンに撤退した。この撤退行ののち1745年1月には中将に昇進した。ホーエンフリートベルクの戦いではローテンブルクは再びブッデンブロークの指揮下に入って第一戦列を任され、胸甲騎兵2個旅団を率いて突撃し、著しい戦果を得た。しかしゾーアの戦いでは疾病のため指揮を採れなかった。それでも戦役期間中ローテンブルクは従軍し続けた。
戦争終結後、ローテンブルクは大王の特に気に入られた将軍の1人に数えられ、将来を嘱望されていた。1748年にはネーデルラントに赴いてアーヘン和約前後の時期のフランス軍を視察し、大王に報告している。しかしローテンブルクはずっと健康を取り戻すことができず、その生活は病床との往復の繰り返しであった。1751年、ローテンブルクは41歳で死去した。

## 参考資料
- Joachim Engelmann, Friedrich der Grosse und seine Generale, （Podzun-Pallas-Verlag GmbH, 1988）
- ADB:Rothenburg,_Friedrich_Rudolf_Graf Allgemeine Deutsche Biographie, herausgegeben von der Historischen Kommission bei der Bayerischen Akademie der Wissenschaften, Band 29 (1889), ab Seite 358, Digitale Volltext-Ausgabe in Wikisource